# Gettysburg (Pennsylvania)
Gettysburg  è un comune degli Stati Uniti d'America nella Contea di Adams, in Pennsylvania. La sua popolazione al censimento del 2000 era di 7 490 abitanti.

## Storia
La città è stata fondata nel 1786 da Samuel Gettys, taverniere e veterano della Guerra d'indipendenza americana e per questo le fu dato il suo nome. Nel 1863 fu celebre teatro della battaglia di Gettysburg, una delle battaglie decisive della guerra di secessione americana che decretarono la vittoria dei nordisti.

## Società

### Evoluzione demografica
| Borough di Gettysburg Popolazione |       |
| 2000                              | 7 490 |
| Stima al 01-07-07                 | 8 065 |

Si osserva una prevalenza delle persone di pelle bianca (85,46%).

## Geografia fisica

### Clima
La temperatura mostra un clima molto freddo in inverno (la temperatura minima media è di -6 gradi Celsius, ma si arriva anche a punte di -25 °C) mentre in estate si sfiorano anche i 38 °C.